# 埃德·怀尔德
埃德·怀尔德（英語：Ed Wild，1935年1月22日—2020年7月10日），加拿大男子篮球运动员。他曾代表加拿大获得1956年夏季奥运会男子篮球比赛第九名。他也参加了1959年世界篮球锦标赛。